# قمری گورخری
قمری گورخری (نام علمی: Geopelia striata) نام یک گونه از تیره کبوتر است.